# Ukrainare i Sverige
Ukrainare i Sverige (ukrainska: Українці Швеції) är personer som är folkbokförda i Sverige och som har sitt geografiska ursprung i det som i dag utgör Ukraina. Enligt Statistiska centralbyrån fanns det 2021 i Sverige sammanlagt cirka 12 900 personer födda i Ukraina.
Vid årsskiftet 2021 var 6 100, eller 47 procent av de födda i Ukraina, svenska medborgare och 5 900 personer, 46 procent, ukrainska medborgare. Det fanns också andra medborgarskap bland personer födda i Ukraina, till exempel rumänska, ryska och ungerska.
Ukrainare kan också definieras som personer som har en anknytning till landet Ukraina och/eller har ukrainska som modersmål. Ukrainare kan till exempel definieras som en folkgrupp med huvudsakligen slaviskt ursprung, som ukrainska medborgare eller de som talar ukrainska språket. Ukrainare kan också vara de som bor i Ukraina eller haft Ukraina som eget eller föräldrarnas uppväxtland.
Även personer med ukrainska som modersmål och/eller vars förfäder flyttat från regioner i det som idag är Ukraina för att bosätta sig i framför allt de forna sovjetrepublikerna, men även i Nordamerika och Europa, kallar sig ukrainare, och utgör nationella minoriteter i dessa länder.
Gruppen Ukrainare är således inte homogen men består av etniska ukrainare, ryssar, judar och krimtatarer med flera. De många etniska ukrainare som är födda i andra av de forna sovjetrepublikerna räknas med Statistiska centralbyråns definition inte som ukrainare. Det exakta antalet etniska ukrainare i Sverige är därför svårt att veta. Enligt beräkningar från 2000-talet[när?] av ukrainska föreningar i Sverige uppgår gruppen, inkluderande de som är födda i Sverige, till närmare 2 000. Den ökade invandringen de senaste åren gör dock att antalet i dag är betydligt större.
De första "ukrainska" invandrarna i Sverige var zaporizjakosacker som bosatte sig i Kristianstad på 1700-talet. Under den senare delen av 1800-talet och fram till första världskriget kom judiska invandrarna från det judiska bosättningsområdet i Kejsardömet Ryssland, som större delen av dagens Ukraina då var en del av. De var på flykt från de våldsamma pogromerna som då pågick med korta mellanrum. Med de politiska oroligheterna i Kejsardömet Ryssland som förde till revolutioner och inbördeskrig flydde många till Sverige. I mellankrigsåren bosatte en större grupp svenskättlingerna från Gammalsvenskby sig på Gotland. Andra världskriget gav uphov till en ny invandingsvåg av bland annat förintelsens judiska överlevareoch etniska ukrainare på flykt från Sovjetunionens kollektiva straffåtgärder mot den ukrainska befolkningsgruppen. Antalet personer från Ukraina som sökte asyl i Sverige har de senaste åren ökat kraftigt. De kommer från områden i östra Ukraina eller är personer som flydde förföljelser från promajdanregeringen bildad 2014 samt de som allmänt söker bättre ekonomiska villkor. I samband med Rysslands invasion av Ukraina 2022 ökade inflödet av ukrainska flyktingar till Sverige.

## Religion

### Rysk-ortodoxa kyrkan
Många av invandrarna från Ukraina tillhör den rysk-ortodoxa kyrkan (Moskvapatriarkatet), som på världsplan är den största av de ortodoxa kyrkorna. I Stockholm finns två rysk-ortodoxa församlinger.
Den äldsta är Kristi Förklarings ortodoxa kyrka på Birger Jarlsgatan där den har funnits sedan 1907, men dess historia är mycket äldre; den är den äldsta av de ryska kyrkorna utanför Tsarryssland och församlingen är Sveriges första icke-lutherska församling efter reformationen. De första spirrerna till Ryska kyrkan i Stockholm kom till i samband med fredsfördraget i Stolbova 1617.
Den rysk-ortodoxa kyrkan i Sverige fick ett förnyad uppsväng med de politiska förändringarna i Sovjetunionen och den rysk-ortodoxa kyrkans ökade frihet under 1980-talet som väckte drömmar hos ortodoxa med rötter i Ryssland, Belarus och Ukraina att återknyta förbindelserna med hemlandets kyrka. 1992 grundades den Helige Sergij rysk-ortodoxa församling i Stockholm och den 10 oktober 1996 beslöt den Ryska Ortodoxa Kyrkans heliga synod att uppta församlingen i Moskva-patriarkatets jurisdiktion. Ryska kykorna vänder sig framförallt till den ryskspråkiga gruppen i Sverige.

### Ukrainsk-ortodoxa kyrkan
Nordens Ortodoxa Apostoliska Kyrka som håller till i Ansgarskyrkan på Lidingö, är den första ukrainsk-ortodoxa kyrkan i Sverige och invigdes 2016. Kyrkan har sitt patriarkat i Kiev  och vänder sig framförallt till den ukrainskspråkiga gruppen i Sverige.

### Judendom
Judarna från Ukraina har ingen egen församling eller synagoga, men har blivit antagna i de lokala judiska församlingerna i Sverige.
Adat Jisrael den ortodox synagogförening med verksamhet på Södermalm i Stockholm är delvis ett undantag. Föreningen har gudstjänstlokal på Sankt Paulsgatan. Adat Jisrael är idag en del av Judiska församlingen i Stockholm, men föreningen bildades 1871 med syfte att samla stadens grupp av ortodoxa judar som främst hade sitt ursprung i Kejsardömet Ryssland och Östeuropa och därmed även det som idag är Ukraina; dessa bodde ofta på Södermalm och i Gamla stan. Denna då relativt nytillkomna grupp skilde sig socialt, språkligt och religiöst från de äldre judiska familjer som bott länge i Sverige och som var tongivande i Stora synagogan i Stockholm. Medan de äldre familjerna ofta tillhörde det välsituerade borgerskapet och hade en livsföring där religionen spelade underordnad roll var judarna på Södermalm mer strikta i sin religiösa utövning och tillhörde stadens fattiga befolkning. De senare behärskade också jiddisch vilket var ovanligt bland den andra gruppen eftersom denna vanligtvis hade tyskt eller danskt ursprung. Skillnaderna mellan grupperna ledde till att initiativ tog till skapande av en synagoga på Södermalm för att bättre möta de behov som fanns hos gruppen bosatt där.

## Historik

### Jamnafolkets invandring på stenåldern

Jamnakulturens omfattande migration från stäppen i olika väderstreck, bland annat till Europa, kan ha förorsakat spridningen av de indoeuropeiska språken enligt Kurganhypotesen, och bidragit till att bronsåldern inleddes.

DNA-forskning visar att indoeuropeiska folk, exempelvis etniska svenskar såväl som ukrainare, framför allt härstammar från jamnafolket. Mot slutet av stenåldern, för omkring 4 800 - 5 000 år sedan, började de en stora migration från stäppen i nuvarande Ukraina och Ryssland i olika väderstreck, bland annat till Västeuropa, och beblandade sig med dess befolkning. De förflyttade sig med hjälp av tamhästar och vagnar. Så småningom dök jamnaherdarnas ättlingar också upp i nuvarande Sverige. De kan ha talat ett för området nytt språk, urindoeuropeiska, som ses som föregångaren till alla indo-europeiska språk, däribland den svenska som talas idag och till slaviska språk såsom ukrainska. De utvecklade också en mutation för ökad kroppslängd och hade gener för laktostolerans. De hade stora fårhjordar, gjorde ullfiltar, byggde oxkärror med hjul, gjorde mjöd, men förde också med sig pest. Migrationen gav upphov till stridsyxekulturen i södra Sverige-Norge, vilket var upptakten till bronsålderns dramatiska förändringar. Tidiga svenska fynd av spor efter denna kultur gjordes i samband med ett rondellbygge vid Bergsvägen i Linköping på 1950-talet.

### Handelsmän från de rusiska furstendömenas på 1100- och 1200-talen
På 1100- och 1200-talen fanns det i Sigtuna och på Gotland rusiska handelsmän. Vid Stora torget i Visby låg S:t Nikolaj, en rysk handelsgård med kyrka, vars grundmurar grävdes fram på 1970-talet.
Handeln hade en avgörande betydelse för de rusiska furstendömena. Utrikeshandeln var relativt välutvecklad och utgjorde en viktig del i de rusiska furstendömenas ekonomi. Floden Dnepr förband Kievriket med Bysans. Köpman färdades från Kiev till Mähren, Tjeckien, Polen, Sydtyskland; från Novgorod och Polotsk och över Östersjön till Skandinavien, och längre västerut.
Från Kievriket exporterades skinn, vax, honung, tjära, lin och lintyg, silversaker, sländor av rosa skiffer, vapen, lås, bensniderier mm. Det som importerades var lyxvaror, frukt, kryddor, färger mm. Furstarna försökte försvara de rusiska köpmännens intressen genom att sluta särskilda avtal med andra länder i ett försökt att skydda köpmännen från förluster.

### Zaporizjakosackisk invandring på 1700-talet

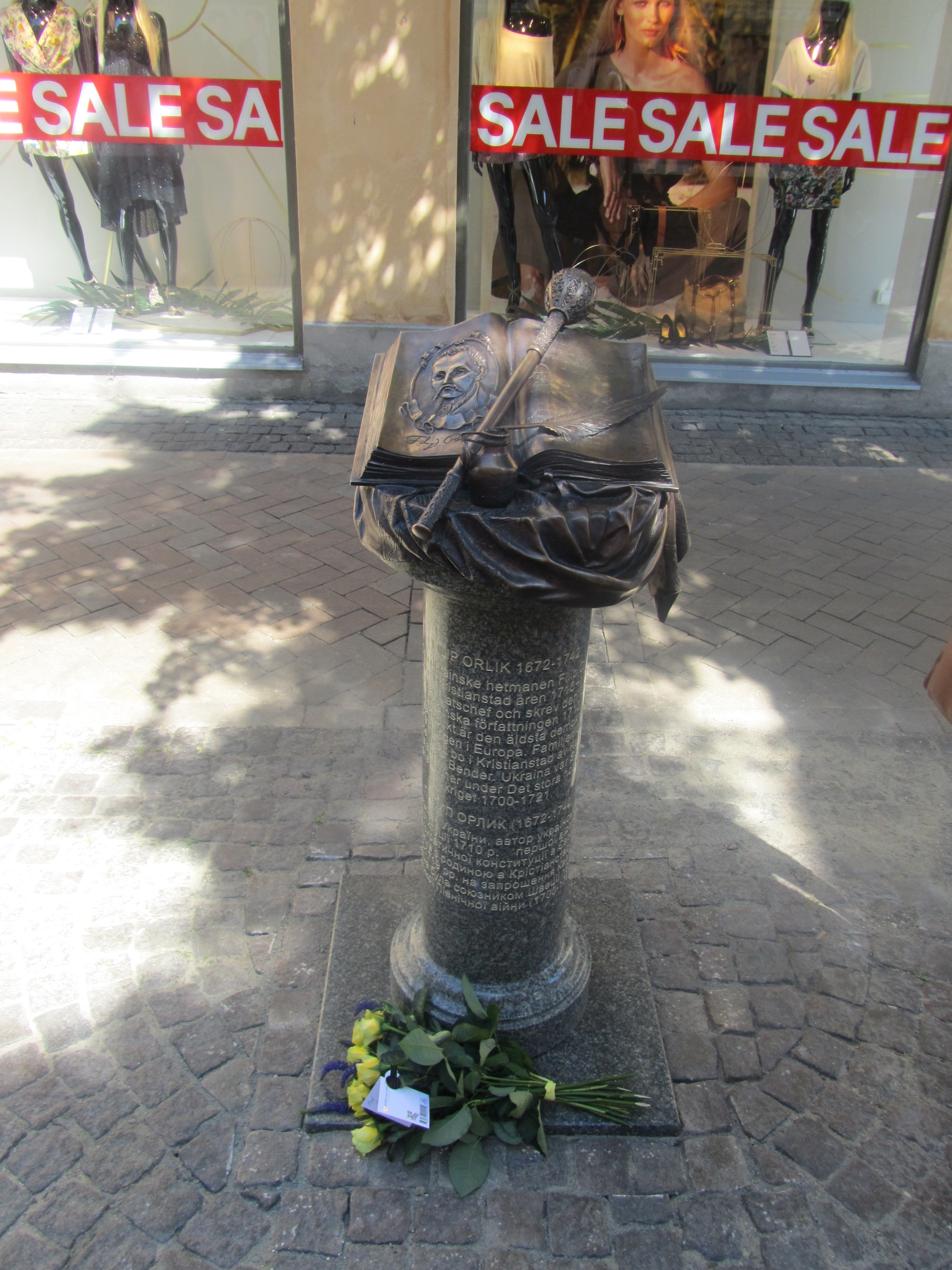
Minnesmärke för Filip Orlik i Kristianstad

Då Ivan Mazepa dog i Karl XII:s läger i Bender blev han 1708 efterträdd av Filip Orlik, som skrev en zaporizjakosackisk författning, den så kallade Benderförfattningen av 1710, som är en av de äldsta demokratiska författningarna i Europa. Han blev tillsammans med en grupp på cirka 40 zaporizjakosacker inbjuden att bosätta sig i Sverige av Karl XII efter vistelsen i Bender. Zaporizjakosackerna var Sveriges allianspartner under stora nordiska kriget 1700–1721. Kosackerna kom till Sverige 1716 och slog sig ner i Kristianstad. De hör till de första "ukrainska" invandrarna i Sverige.

### Judiska invandrarna från det judiska bosättningsområdet i Kejsardömet Ryssland
Det judiska bosättningsområdet i Kejsardömet Ryssland, som dagens Ukraina då var en del av, sträckte sig som en bred korridor från dagens Lettland i norr till dagens Ukraina i söder. Under perioder på 1800-talet skakades bosättningsområdet av våldsamma pogromer. Judar misshandlades och dödades, judiska hem plundrades och byggnader sattes i brand.  Den första pogromen i kejsardömet Ryssland anses antingen vara oroligheterna i Odessa 1821 efter den grekisk-ortodoxa patriarken Gregorius V:s brutala avrättning, då 14 av stadens judar mördades, eller de antijudiska upplopp som ägde rum i Odessa 1859. Båda pogromerna utfördes av Odessas etniska greker.
I Odessa inträffade större pogromer åter år 1871, 1881, 1886 och 1905.
En ytterligare och mycket blodigare våg av pogromer kom 1903–1906, som tog upp till 2 500 judars liv och lämnade ännu fler skadade. 1905 var det pogromer i flera hundra städer. Det största antalet pogromer registrerades i guvernementet Tjernigov nordost om Kiev. Pogromerna där i oktober tog 800 judiska liv, 400 dödades i Odessa, 67 i Jekaterinoslav 30 och i Simferopol över 40. Pogromerna fortsatte 1906. 
Förföljelser och trakasserier ledde till att där fram till första världskriget utvandrade drygt 1,5 miljoner ryska judar. Många flydde också för att rädda sina pojkar undan en 25-årig tvångsinskrivning i den Kejserliga ryska armén. En liten del av dessa flygningar hamnade i Sveriges större städer. I Stockholm hamnade många på Södermalm. Här sponsrades den judiska invandrarkolonien av den burgna familjen Heckscher, som lät uppföra ett hus för dem på Södermalm och underlättade deras försvenskning. I Göteborg bodde de i stadsdelen Haga, många fattigjudar bodde på Klippgatan. På Ängelholmsgatan och kring Möllevångstorget i Malmö uppstod vid början av 1900-talet en bosättning bestående av judar från Kejsardömet Ryssland och i Lund fanns de i ett område som kallades Nöden. Området har också kallats "Judéen" eftersom ungefär en fjärdedel av befolkning var judar vid sekelskiftet.[källa behövs] Fram till 1970-talet fanns en synagoga, nu riven, på Prennegatan 21. 
Några av de judiska invandrare bosatte sig också i Norrköping eller Karlskrona, dit judar var hänvisade före 1794, medan andra bosatte sig i nybildade judiska kolonier såsom till exempel i Kristianstad, Landskrona, Helsingborg, Sölvesborg, Kalmar, Oskarshamn, Växjö, Halmstad, Visby, Karlstad, Sundsvall, Härnösand och Östersund. Många var specialiserade inom traditionellt "judiska" yrken, t.ex. guldsmeder, bankirer, konstutövare, textilhandlare, bokhandlare, handelsmän och grossister.
Till Sverige flyttade ortodoxa judar från olika ukrainska städer. De tog ofta båten från Königsberg, nuvarande Kaliningrad. Familjerna hade många barn och de var trångbodda. Hemmets och grannskapets språk var jiddisch. För många var jiddisch det enda skriftspråk de behärskade. År 2000 blev jiddisch ett av Sveriges fem nationella minoritetsspråk. Bland de jiddischtalande i Sverige talas olika former av östjiddisch bland annat ukrainsk jiddisch. De som aktivt använder språket i Sverige i dag är främst vuxna personer, som är barn och barnbarn till flyktingar som kom till Sverige efter andra världskriget och på 1950- och 1960-talen.
Judarna drabbades hårt under inbördeskriget i Ryssland (1917–1921). I början av 1917 blev Torahn förbjuden och myndigheterna begränsade rabbinernas aktiviteter och den judiska undervisningen. Många judar massakrerades i pogromer av hetmanen Nikifor Grigorjevs soldater från Symon Petljuras Ukrainska folkrepublikens armé. Många blev också dödade av Anton Denikins vita armé. Inbördeskrigets våld mot judar medverkade till en ny emigration av judar.

### De "röda" och "vita" flyktingarna
Från den misslyckade revolutionen 1905 och fram till oktoberrevolutionen 1917 blev Sverige, och särskilt Stockholm, en viktig mötesplats och ett genomfartsland för revolutionärer från Kejsardömet Ryssland av alla politiska schatteringar och etniska tillhörigheter. I sin verksamhet hade ryska revolutionärer ofta hjälp av svenska socialister.
Många immigranter anlände från det sönderfallande Kejsardömet Ryssland till Stockholm efter första världskrigets utbrott. 
Flyktingströmmen till Sverige började redan 1918 men tog ordentlig fart först 1919 och slutade 1922. Efter februarirevolutionen 1917 återvände många av socialisterna från asylet i Sverige eller via Sverige till det som 1922 skulle bli Sovjetunionen.
Ryska revolutionen resulterade också i ett antal "vita" flyktingar som utgjorde den andra parten i ryska inbördeskriget som uppstod efter oktoberrevolutionen.

### Svenskättlingerna från Gammalsvenskby
Den 1 augusti 1929 anlände 881 estlandssvenskättlingar från Gammalsvenskby  (ukrainska: Starosjvedske) i Ukrainska SSR till Sverige. Enbart en handfull valde att stanna kvar i Gammalsvenskby. 1927 bodde det sammanlagt 895 personer  i byn, som var ättlingar till estlandssvenskar. Av de som lämnade Gammalsvenskby valde senare omkring 100 personer att flytta vidare från Sverige till Kanada, ett land dit tidigare emigranter från Gammalsvenskby hade åkt, några återvände senare till Sverige. Majoriteten av de bybor som kom att stanna i Sverige slog sig ner på Gotland. Trots sin gemensamma bakgrund tilläts de inte att stanna i ett sammanhängande samhälle. De ansågs vara immigranter i ett land som genomgick en allvarlig ekonomisk kris och möttes ibland med fientlighet av lokalbefolkningen. Snart började vissa av byborna tala om att återvända till Sovjetunionen. Detta understöddes aktivt av Sveriges kommunistiska parti och de första familjerna återvände före årsskiftet 1929-1930. Sammanlagt valde omkring 250 bybor att återvända till Sovjetunionen. Tillsammans med medlemmar från det svenska kommunistpartiet, som sänts dit av Komintern, grundade de ett kollektivjordbruk som kallades för Svedkompartija - Sveriges Kommunistiska Parti. Ättlingar till Gammalsvenskby-invandrarna bär bland andra efternamn som Utas, Buskas, Malmas och Hoas.
Föreningen Svenskbyborna bildades 1954 och är till för alla som är svenskbyboättlingar eller har intresse för Svenskbybornas historia. Svenskbyboättlingarna har i dag ett museum om estlandssvenskarnas historia i gotländska Roma.

### Ukrainsk invandring i samband med slutet av andra världskriget
Under andra världskriget kom flera  personer från dagens Ukraina som flyktingar till Sverige. Mindre grupper kom via Estland och Norge, i det senare fallet som rymlingar från tyska tvångsarbeten. Omkring 1 000 ukrainare, mest judar, kom till Sverige sommaren 1945 från tyska koncentrationsläger på kontinenten. Ytterligare en grupp kom 1947 från Finland.
I samband med slutet av andra världskriget kom flera ukrainska flyktinginvandrare, dessa var huvudsakligen etniska ukrainare på flykt från Sovjetunionens kollektiva straffåtgärder mot den ukrainska befolkningsgruppen. Ukrainare och ukrainska organisationer förde en ständig ukrainsk nationell kamp för självständighet under 1900-talet i vilken de tillsammans med tyskarna även ägnade sig åt etnisk rensning och massmord på judar och polacker i regionen Volynien under andra världskrigets andra hälft. 
I samband med andra världskriget anlände också ett antal etniska ryssar med ortodox tro från södra och östra delarna av Ukrainska SSR till Sverige.
I efterkrigsåren var invandringen från Sovjetunionen relativt liten. De få invandrarna var oftast kvinnor, gifta med svenskar eller i Sverige bosatta latinamerikaner som hade studerat i Sovjetunionen.

### Ukrainsk invandring efter Ukrainas självständighet
Antalet personer från Ukraina som sökte asyl i Sverige ökade kraftigt på grund av oroligheterna i östra Ukraina som startade 2014, och som har medfört inbördeskrig i östra Ukraina, politiskt förtryck och förföljelser från separatisterna i öst och promaidan regeringen i Kiev som bland annat lustration och en ohållbar ekonomisk situation. Från 173 personer under 2013 ökade antalet personer från Ukraina som sökte asyl till 1 332 år 2014 och 1 253 år 2015. Ukraina var på tionde plats av de länder varifrån flest flyktingar kom till Sverige under 2014 och 2015.
Ett tiotal ensamkommande barn från Ukraina sökte sig i denna period till Sverige.
Migrationsverket har haft ett fåtal ärenden rörande ukrainska asylsökande hbtq-personer under de senaste åren. Nästan alla har fått avslag. Det har motiverats med att homosexualitet inte är kriminaliserat i Ukraina och att myndigheterna kan erbjuda skydd mot övergrepp.

### Ukrainsk invandring i samband med Rysslands invasion av Ukraina
I samband med Rysslands invasion av Ukraina 2022 ökade inflödet av ukrainska flyktingar till Sverige. Huvudsakligen utgörs gruppen ukrainska flyktingar av kvinnor och barn eftersom män i vapenför ålder ej tillåts lämna Ukraina. EU tog den 4 mars 2022 för första gången någonsin, beslut om att aktivera det så kallade massflyktsdirektivet som innebär att de som uppfyller kriterierna har rätt att snabbt få ett tidsbegränsat arbets- och uppehållstillstånd, boende och dagersättning.
Fram till mitten av november hade 49 108 flyktingar från Ukraina sökt skydd i Sverige, största delen enligt massflyktsdirektivet och resten sökte asyl. Cirka 7 000 av dessa flyktingar har rest tillbaka till Ukraina eller lämnat Sverige. En tredjedel av de ukrainska flyktingarna, i Sverige, hade kommit till Stockholm, och en tredjedel till Skåne.

## Historisk utveckling

### Födda i Ukraina
| Personer i Sverige födda i Ukraina 2000–2024    | Personer i Sverige födda i Ukraina 2000–2024 | Personer i Sverige födda i Ukraina 2000–2024 | Personer i Sverige födda i Ukraina 2000–2024 | Personer i Sverige födda i Ukraina 2000–2024 |
| ----------------------------------------------- | -------------------------------------------- | -------------------------------------------- | -------------------------------------------- | -------------------------------------------- |
|                                                 |                                              |                                              |                                              |                                              |
| År                                              |                                              |                                              | Folkmängd                                    |                                              |
| 2000                                            | 2000                                         |                                              | 1 459                                        |                                              |
| 2001                                            | 2001                                         |                                              | 1 716                                        |                                              |
| 2002                                            | 2002                                         |                                              | 1 996                                        |                                              |
| 2003                                            | 2003                                         |                                              | 2 239                                        |                                              |
| 2004                                            | 2004                                         |                                              | 2 519                                        |                                              |
| 2005                                            | 2005                                         |                                              | 2 777                                        |                                              |
| 2006                                            | 2006                                         |                                              | 3 148                                        |                                              |
| 2007                                            | 2007                                         |                                              | 3 448                                        |                                              |
| 2008                                            | 2008                                         |                                              | 3 808                                        |                                              |
| 2009                                            | 2009                                         |                                              | 4 235                                        |                                              |
| 2010                                            | 2010                                         |                                              | 4 741                                        |                                              |
| 2011                                            | 2011                                         |                                              | 5 274                                        |                                              |
| 2012                                            | 2012                                         |                                              | 5 804                                        |                                              |
| 2013                                            | 2013                                         |                                              | 6 292                                        |                                              |
| 2014                                            | 2014                                         |                                              | 6 828                                        |                                              |
| 2015                                            | 2015                                         |                                              | 7 322                                        |                                              |
| 2016                                            | 2016                                         |                                              | 7 937                                        |                                              |
| 2017                                            | 2017                                         |                                              | 8 842                                        |                                              |
| 2018                                            | 2018                                         |                                              | 9 924                                        |                                              |
| 2019                                            | 2019                                         |                                              | 11 069                                       |                                              |
| 2020                                            | 2020                                         |                                              | 11 899                                       |                                              |
| 2021                                            | 2021                                         |                                              | 12 891                                       |                                              |
| 2022                                            | 2022                                         |                                              | 13 937                                       |                                              |
| 2023                                            | 2023                                         |                                              | 14 297                                       |                                              |
| 2024                                            | 2024                                         |                                              | 41 767                                       |                                              |
| Anm.: Befolkning den 31 december respektive år. |                                              |                                              |                                              |                                              |

## Kultur
Sedan sent 1940-tal finns flera ukrainska föreningar i Sverige.
År 2015 anordnade Ukrainska alliansen i Sverige tillsammans med bland annat Ryska riksförbundet, Serbiska riksförbundet och Sankt Johannes ordenssällskap en slavisk kulturfestival vid namn "Maslenitsa", en rysk högtid som kan jämföras med den svenska fettisdagen, i Kungsträdgården i Stockholm.
Nordic Ukrainian Film Festival anordnas årligen sedan 2015 av Ukrainska institutet i Sverige i samarbete med SF Bio.